# Коссаковская, Майя Лидия
Майя Лидия Коссако́вская (пол. Maja Lidia Kossakowska, Майя Лидия Коссако́вская-Гржедо́вич; 27 февраля 1972, Варшава — 23 мая 2022, Старе-Залубице, Мазовецкое воеводство) — польская писательница-фантаст и журналистка, археолог по образованию. Её называли первой леди польской фантастики.
Автор использовала в своём произведении только девичью фамилию, не желая, по её словам, «смешивать и сочетать». Её дебют состоялся до свадьбы, а её муж Ярослав Гжендович также является активным писателем, тоже в сфере фантастики.

## Биография
Выпускница Варшавского университета и Средней школы изящных искусств (специальное звание: художник-экспонент). Майя Лидия изучала средиземноморскую археологию. Выбирая специальность, она уже думала о писательстве: хотела изучать что-то, что помогло бы ей в написании фантастических произведений. Кроме того, она также работала журналистом (делала программы на телевидении) и рисовала картины. Её стихи — наряду с произведениями о. Я. Твардовского, Ю. Тувима или В. Шимборской — составили поэтический комментарий к выставке польских художников «Ангелы» (Копенгаген, 2006).
Она была одной из титулярных владельцев дворца Коссаковских. Жена писателя Ярослава Гжендовича. Однако в соавторстве она с ним не писала, хотя и считала его своим первым читателем.
В августе 2020 года подписала вместе со многими другими авторами польской фантастики (Земкевич, Пилипюк,  Дукай, Пекара, Гжендович) открытое письмо в защиту Яцека Комуды и свободы слова. Само письмо было ответом на самокритику «Новой фантастики» в связи с более ранней публикацией в этом ежемесячнике рассказа Комуды, который некоторые читатели сочли гомофобным.
Погибла при пожаре в коттедже в ночь с 22 на 23 мая 2022 года.

## Творчество
Дебютировала в 1997 году рассказом «Муха», опубликованным в журнале Fenix. На его основе была создана одноактная пьеса. В 2001 году она была награждена Серебряным глобусом в категории «Рассказ года» за произведение «Безногий танцор». В течение двух лет она была удостоена четырёх номинаций на премию Януша Зайделя, в том числе за рассказы: «Соль на небесных пастбищах», «Раскол», «Безногий танцор» и «Небесные жернова». Небольшой роман Zwierciadło занял третье место в рейтинге читателей «Сфинкса».
Майя Лидия написала три книги на тему ангелов: Защитники королевства (сборник рассказов, сюжет, связанный с Сеятелем ветра, действие происходит прямо перед ним, 2003 г.); Сеятель ветра (роман, 2004; Коссаковская добавила к этому роману обширный словарь терминов, имён, воинских формирований и наименований, который был создан специально для работ на темы, связанные с ангелами) и «Небесные жернова» (сборник рассказов, переиздание Защитников королевства, дополненное двумя новыми рассказами — Гринго и «Небесные жернова», 2008 г.). Позже она раскрыла своё увлечение якутской мифологией, которое выразила в книге «Рыжая стая».
В 2009 году были опубликованы четыре её микроромана под общим названием Upiór Południa, которые автор назвала наиболее важными и полными рассказами, которые она когда-либо писала.
В 2006 году она получила «Золотого кота» за ангельский цикл. В 2007 году — Śląkfa Создателю года. Восемь раз номинировалась на премию Януша Зайделя, она получила её в 2007 году за рассказ «Дракон танцует для Чунг Фонга» и в 2012 году за роман «Грильбар Галактика».

### Книги
- Защитники Королевства (пол. Obrońcy Królestwa, сборник рассказов, 2003)
- Сеятель ветра (пол. Siewca Wiatru, 2004), русский перевод: Коссаковская М. Л. Сеятель ветра / пер. И. Шевченко. М.: Fanzon, 2020 ISBN 978-5-04-111766-5
- Закон Края Света (пол. Zakon Krańca Świata, 2005—2006)
- Башни крови (пол. Więzy krwi, сборник рассказов, 2007)
- Рыжая стая (пол. Ruda sfora, 2007)
- Небесные жернова (пол. Żarna niebios, сборник рассказов, 2008)
- Полуденный вампир (пол. Upiór Południa, сборник повестей, 2009)
- Собиратель бурь (пол. Zbieracz Burz, 2009—2010)
- Грильбар «Галактика» (пол. Grillbar Galaktyka, 2011)
- Такеси. Тень смерти (пол. Takeshi Cień Śmierci, 2014—2015)
- Врата Светлости (пол. Bramy Światłości, 2017—2018)[17]

### Рассказы
- Муха (пол. Mucha, 1997)
- Соль на небесных пастбищах (пол. Sól na pastwiskach niebieskich, 1999)
- Схизма (пол. Schizma, 1999)
- Гекатомба (пол. Hekatomba, 2000)
- Башня из спичек (пол. Wieża zapałek, 2000)
- Корзина на смерть (пол. Kosz na śmierci, 2000)
- Безногий танцор (пол. Beznogi tancerz, 2000)
- Диорама (пол. Diorama, 2001)
- Зеркало (пол. Zwierciadło, 2002)
- Небесные жернова (пол. Żarna niebios, 2001)
- Свет в туннеле (пол. Światło w tunelu, 2003)
- Увидеть июнь (пол. Zobaczyć czerwień, 2003)
- Допустимые потери (пол. Dopuszczalne straty, 2003)
- Полоса крови (пол. Smuga krwi, 2003)
- Воловье серце (пол. Serce wołu, 2004)
- Башни крови (пол. Więzy krwi, 2004)
- Покой Серой Воды (пол. Spokój Szarej Wody, 2004)
- Грусть (пол. Smutek, 2004)
- Пурпурная волна (пол. Szkarłatna Fala, 2005)
- Дракон танцует для Чунг Фонга (пол. Smok tańczy dla Chung Fonga, 2006)
- Гринго (пол. Gringo, 2008)
- Чернь (пол. Czerń, 2009)
- Вкус пыли (пол. Smak kurzu, 2018)
- Шеф, у нас проблемы (пол. Szefie, mamy problem, 2011)

## Награды
- Серебряный глобус[пол.] за рассказ «Безногий танцор», 2001[15]
- «Золотой кот» за ангельский цикл, 2006[18]
- Śląkfa[пол.] Создателю года, 2007[18]
- Премия имени Януша Зайделя за рассказ «Дракон танцует для Чунг Фонга», 2007[18]
- Премия имени Януша Зайделя за роман «Грильбар Галактика», 2012